# Zell en el Valle del Wiese

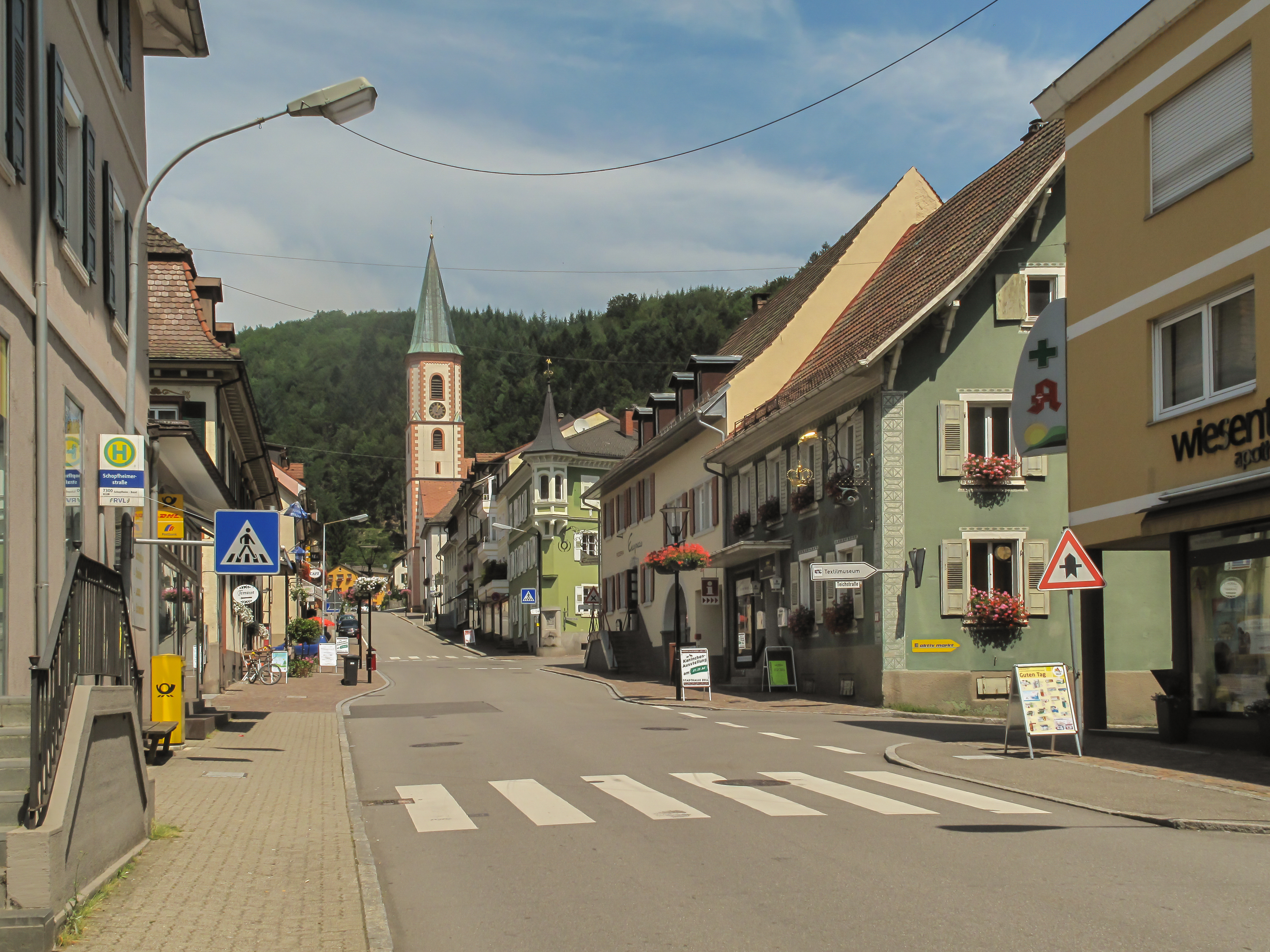
La iglesia catolica en la calle

Zell en el Valle del Wiese (en alemán: Zell im Wiesental) es una ciudad de unos 6000 habitantes en el distrito de Lörrach en Baden-Wurtemberg, Alemania. Está ubicada en la Selva Negra meridional aproximadamente 20 km al noreste de Lörrach en medio del valle del Wiese.

## Museo Textil
El Museo Textil del Valle del Wiese (en alemán: Wiesentäler Textilmuseum), que fue inaugurado en Zell en 1996, presenta una exposición permanente sobre la industria textil que en el pasado era de gran importancia económica para el valle.